# Kissoldbach
Der Kissoldbach ist ein rund 0,9 Kilometer langer, linker Nebenfluss des Stüblerbaches in der Steiermark.

## Verlauf
Der Kissoldbach entsteht am südwestlichen Hang des Mandlkogels im westlichen Teil der Gemeinde Kainach bei Voitsberg, im nordöstlichen Teil der Katastralgemeinde Oswaldgraben, südlich des Hofes Köchl und nördlich des Hofes Kissold. Er fließt in der oberen Hälfte relativ gerade nach Süden, in der unteren Hälfte dann in einem Rechtsbogen und anschließend in einem flachen Linksbogen. Insgesamt fließt der Kissoldbach nach Südwesten. Im Südosten der Katastralgemeinde Oswaldgraben mündet er südlich des Hofes Kissold und nördlich des Hofes Stübler in den Stüblerbach, der danach geradeaus weiterfließt.
Auf seinem Lauf nimmt der Kissoldbach von links einen kleinen und unbenannten Wasserlauf auf.